# Gregorio Walerstein
Gregorio Walerstein Weinstock (* 22. Februar 1913 in Mexiko-Stadt; † 24. Februar 2002 ebenda) war ein mexikanischer Filmproduzent und Drehbuchautor.
Walerstein besuchte die Schule in Guadalajara und absolvierte ein Wirtschaftsstudium an der Universidad Nacional de México. Er arbeitete dann zunächst als Buchhaltungsassistent, später als Mitarbeiter im Unternehmen eines seiner Professoren und eröffnete 1936 ein eigenes Buchhaltungsbüro.
Sein eigentliches Interesse hatte jedoch immer dem Film gehört, und 1941 produzierte er mit dem Regisseur José Benavides Jr. seinen ersten Spielfilm, Lo que el viento trajo. Im gleichen Jahr gründete er mit Gonzalo Elvira und Simón Wishnack die Filmproduktionsfirma Filmex, wo die Filme El conde de Montecristo, Alejandra und El baisano Jalil (1942), Adiós juventud (1943), El sombrero de tres picos und El gran Makakikus (1944) sowie Los nietos de Don Venancio (1946) entstanden.
Später gründete Walerstein eine eigene Filmproduktion, Cima Films, zudem mit Jesús Grovas, Carlos Carriedo Galván und Salvador Elizondo Pani die Películas Mexicanas S.A., das erste Unternehmen, das sich dem Vertrieb mexikanischer Film in ganz Südamerika widmete. Insgesamt produzierte Walerstein mehr als 300 Filme, zudem schrieb er unter dem Pseudonym Mauricio Wall zahlreiche Drehbücher. 1992 wurde er mit der Verdienstmedaille der Asociación de Productores de Películas geehrt, 1994  erhielt er den Ariel Especial in Gold der Academia Mexicana de Artes y Ciencias Cinematográficas und 1998 die Medalla Salvador Toscano und den Heraldo Especial.